# 伊勢航空基地

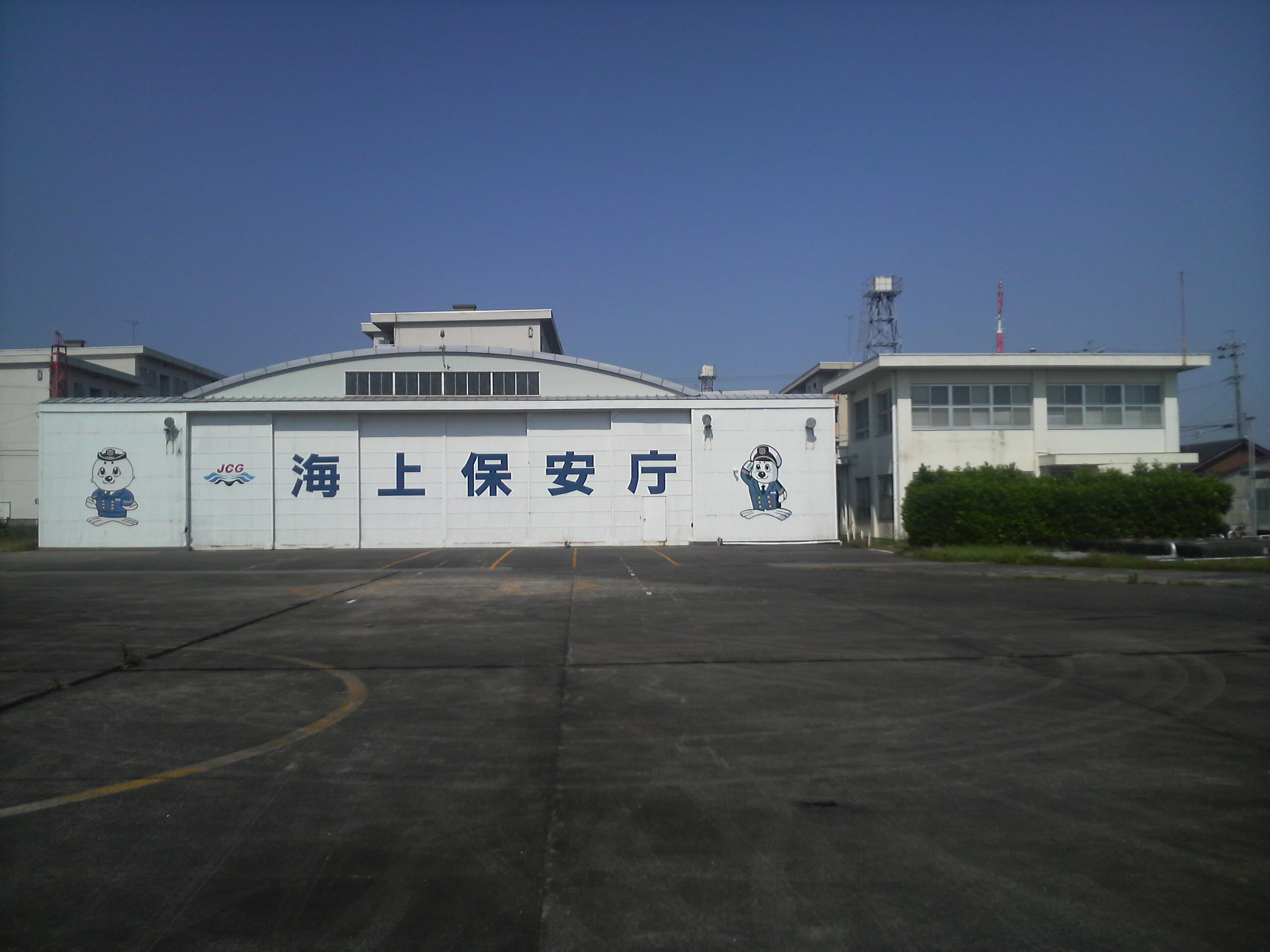
旧伊勢航空基地。左側が格納庫、右側が庁舎、後が自衛隊宿舎。（2009年5月9日撮影）

伊勢航空基地（いせこうくうきち、JCG Ise Air Station）とは、陸上自衛隊明野駐屯地の自衛隊職員宿舎裏（三重県伊勢市小俣町明野680〈北緯34度31分41.2秒 東経136度40分12.4秒 / 北緯34.528111度 東経136.670111度〉）にハンガーとヘリポートを保有した海上保安庁の「航空基地」と称されている施設。第四管区海上保安本部（四管）の所管であったが2008年（平成20年）に閉鎖。陸上自衛隊明野駐屯地に隣接していた。

## 沿革
海上保安庁は1966年度（昭和41年度）から3ヵ年計画で、第八管区海上保安本部舞鶴航空基地を伊勢に移転する計画を進め、1968年（昭和43年）10月1日に舞鶴航空基地を閉鎖し、伊勢航空基地を開設した。
航空基地の庁舎や格納庫などは四管が所有していたが、ヘリコプターの離着陸では、隣接する陸上自衛隊明野飛行場の滑走路を借りたり、飛行場管制を受けるなど、飛行場の管理は陸上自衛隊航空学校であったため、航空学校の休日や夜間は陸自との調整・支援が必要であり、すぐに飛び立つことができなかった。また飛行場の滑走路も短いため、ヘリコプター以外の応援機は離着陸できなかった。
即応体制の確立、安全性の向上、固定翼機との連携の強化を図るため、航空基地を中部国際空港に移転することを決め、2008年（平成20年）10月1日、伊勢航空基地を廃止、中部空港海上保安航空基地を開設した。

## 歴代基地長
| 代 | 氏名       | 階級           | 在任期間              | 出身校          | 前職                                         | 後職                                | 備考 |
| -- | ---------- | -------------- | --------------------- | --------------- | -------------------------------------------- | ----------------------------------- | ---- |
| 1  | 南出一郎   |                | 1968.10.1 - 1972.2.29 |                 | 四管 警備救難部付                            | 辞職                                |      |
| 2  | 笹生利男   |                | 1972.3.1 - 1977.6.9   |                 | 一管 千歳航空基地長                          | 境海上保安部 士官予備員             |      |
| 3  | 伊東一和   | 二等海上保安監 | 1977.6.10 - 1979.8.26 |                 | 玉野海上保安部次長                           | 尾道海上保安部長・ 尾道糸崎港長     |      |
| 4  | 引光淳朗   | 二等海上保安監 | 1979.8.27 - 1982.3.31 |                 | 那珂湊海上保安部 鹿島海上保安署長・ 鹿島港長 | 一管 千歳航空基地長                 |      |
| 5  | 谷口克幸   | 二等海上保安監 | 1982.4.1 - 1984.3.31  |                 | 横浜海上保安部 巡視船うらが航空長            | 一管 千歳航空基地長                 |      |
| 6  | 佐藤敏明   | 二等海上保安監 | 1984.4.1 - 1985.3.31  |                 | 一管 函館航空基地長                          | 辞職                                |      |
| 7  | 吉田敏     | 二等海上保安監 | 1985.4.1 - 1986.3.31  |                 | 塩釜海上保安部 巡視船ざおう航空長            | 辞職                                |      |
| 8  | 中江敏夫   | 二等海上保安監 | 1986.4.1 - 1989.3.31  |                 | 瀬戸内海東部 統制通信事務所次長              | 辞職                                |      |
| 9  | 則包辰男   | 二等海上保安監 | 1989.4.1 - 1991.3.31  |                 | 那珂湊海上保安部 鹿島海上保安署長・ 鹿島港長 | 石垣海上保安部長                    |      |
| 10 | 春原公人   | 二等海上保安監 | 1991.4.1 - 1993.3.31  |                 | 海上保安学校 宮城分校教官                    | 仙崎海上保安部長                    |      |
| 11 | 浜本武男   | 二等海上保安監 | 1993.4.1 - 1996.3.31  |                 | 横浜海上保安部 巡視船うらが航空長            | 九管 新潟航空基地長                 |      |
| 12 | 多田一司   |                | 1996.4.1 - 1998.3.31  |                 |                                              | 伏木海上保安部 巡視船のと業務管理官 |      |
| 13 | 高田正     |                | 1998.4.1 - 2000.3.31  | 海保大 1973年卒 | 稚内海上保安部 巡視船れぶん業務管理官        | 秋田海上保安部長・ 秋田船川港長     |      |
| 14 | 河合弘     | 二等海上保安監 | 2000.4.1 - 2002.3.31  |                 | 金沢海上保安部 巡視船くろべ業務管理官        | 十一管 石垣航空基地長               |      |
| 15 | 末廣孝夫   | 二等海上保安監 | 2002.4.1 - 2003.3.31  |                 | 十一管 警備救難企画調整官                    | 海保大教授                          |      |
| 16 | 四十住初男 | 二等海上保安監 | 2003.4.1 - 2005.3.31  | 海保大          | 名古屋海上保安部 巡視船みずほ航空長          | 一管 千歳航空基地長                 |      |
| 17 | 井上雅英   | 二等海上保安監 | 2005.4.1 - 2006.3.31  | 海保大          | 対馬海上保安部 比田勝海上保安署長            | 青森海上保安部長・ 青森港長         |      |
| 18 | 南隆男     | 二等海上保安監 | 2006.4.1 - 2008.9.30  |                 | 八管 美保航空基地長                          | 中部空港 海上保安航空基地長         |      |

## 主な施設
- 庁舎：鉄筋コンクリート2階建て、面積 319m2、建設年月日：1968年3月24日
- 格納庫：鉄骨鋼板葺き、面積 540m2、建設年月日：1968年3月24日
- エプロン：面積 4,926m2（コンクリート造 2,619m2、芝生敷 2,307m2）

## 所属機
| 機番  | 型式                  | 愛称        | 配属期間               | 前配属       | 後配属                   | 備考 |
| ----- | --------------------- | ----------- | ---------------------- | ------------ | ------------------------ | ---- |
| SH101 | 川崎ベル式47G2A型     |             | 1968.10.1 - 1972.6.20  | 舞鶴航空基地 | 羽田航空基地             |      |
| SH108 | 川崎ベル式47G3BKH-4型 |             | 1970.12.11 - 1981.11.2 | 新規配属     | 解役                     |      |
| SH111 | 川崎ベル式47G3BKH-4型 |             | 1972.4.8 - 1981.10.30  | 新規配属     | 解役                     |      |
| SH113 | 川崎ヒューズ式369HS型 | パール1号   | 1977.4.1 - 1993.8.23   | 石垣航空基地 | 解役                     |      |
| SH115 | 川崎ヒューズ式369HS型 | パール2号   | 1979.8.15 - 1993.6.30  | 那覇航空基地 | 解役                     |      |
| MH562 | ベル式212型           | かみたか1号 | 1981.9.10 - 2008.10.1  | 新規配属     | 中部空港海上保安航空基地 |      |
| MH566 | ベル式212型           | かみたか2号 | 1981.11.12 - 2008.10.1 | 新規配属     | 中部空港海上保安航空基地 |      |

所属機の愛称は1991年（平成3年）につけられた。ベル式212型の愛称「かみたか」については公募で選ばれた。神島や伊勢神宮などからイメージされる「かみ」と、鷹（たか）をかけ合わせた名称としている。川崎ヒューズ式369HS型の愛称「パール」については基地職員が形状や三重県の特産にちなんでつけたとされている。